# 瀬野馬熊
瀬野 馬熊（せの うまくま、1874年5月25日 - 1935年5月20日）は、日本の歴史学者。専門は朝鮮史。

## 経歴
1874年、熊本県阿蘇郡錦野村に瀬野新次の次男として生まれた。1890年、向学の志を持って上京し、1892年から1895年まで早稲田大学文学科で修学した。1901年、県立秋田中学校の教諭心得となり、秋田税務監督局の嘱託により英語・漢文の講師を務めた。その後、1906年には台湾に渡り、台湾総督府から文書編纂および土匪討伐史編修を委嘱された。3年後東京に移住した瀬野は、1910年に南満州鉄道株式会社歴史調査部に入り、1914年3月歴史調査部の廃止まで勤務した。
1916年10月、朝鮮に渡り、朝鮮総督府中枢院から朝鮮人名辞書編纂の事務を嘱託された。当時の中枢院では朝鮮半島史の編纂事業を行っていて、瀬野はその編纂事務も務めるようになり朝鮮近世史を担当した。中枢院による朝鮮半島史編纂事業が一旦中止となり、総督府の修史事業として朝鮮史編修委員会が成立し、後に朝鮮史編修会が設置された。瀬野はその嘱託として参加し、『朝鮮史』第5編朝鮮時代の仁祖から英祖までを担当した。また、朝鮮史学会などで活動し、中世・近世史の論考を執筆した。朝鮮史編修会嘱託委員として在職中の1935年5月20日死亡した。著作として『朝鮮史大系』中世史・近世史（1927年）があり、遺稿集『瀬野馬熊遺稿』が刊行された。

## 家族・親族
国武家より養子の師郎を迎えたが、師郎は京城善隣商業学校に在学中の1923年に早世した。